# Компрахчице (железопътна гара)
Компрахчице (на полски: Komprachcice) е железопътна гара в Компрахчице, Южна Полша.
Разположена е на железопътна линия 287 (Ополе Запад – Ниса).